# Inkofen (Haag an der Amper)
Inkofen ist ein Gemeindeteil der Gemeinde Haag an der Amper im Landkreis Freising (Oberbayern, Bayern).

## Geographie
Das Pfarrdorf liegt am linken, nordwestlichen Ufer der unteren Amper zwischen 418 m ü. NHN am Fluss und 455 m ü. NHN beim Ortsausgang der Bergener Straße am oberen Siedlungsrand. Über der Dorfstraße am Flussufer steht das Schloss Inkofen, umgeben von Baumbestand am Steilufer der Amper, inmitten des Siedlungsbereichs.
In der Ortsteilgemarkung, die auch über die Amper in das durchweg flachere Terrain des Mähmooses reicht und an deren tiefstem Punkt die Amper auf etwa 415 m ü. NHN ausfließt, liegen auch noch weniger als einen Kilometer im Westen die Einöde Sollern und über zweieinhalb Kilometer weit im Nordwesten das Dorf Seeberg, nahe bei dem die Gemarkung ihr Höhenmaximum von wenig über 500 m ü. NHN hat.

## Geschichte
In der Zeit von 1123 bis 1130 wird der Ort erstmals als „Innenchoven“ genannt. Lange wichtiger Verwaltungssitz, wurde 1329 der Landgerichtssitz von Inkofen erstmals nach Moosburg an der Isar verlegt. Bis 1448 gehörte der Ort zum Amt Inkofen des Landgerichtes Moosburg, ab 1395 war er sogar wieder Sitz des Landgerichts. 1448 wurde das herzogliche Schloss Inkofen samt den dazugehörigen Gütern an die Pullinger als Hofmark verkauft. In der Folgezeit wechselt der Besitz des Öfteren. Ortsherren waren 1484 von 1506 die Magensrether, 1506 von 1554 die Greiße, 1554 von 1641 die Reindorfer, 1641 von 1762 die Schrenk, 1762 von 1785 die Schreckleeb und seit 1785 die Grafen La Rosée auf Isareck.
Inkofen wurde im Zuge der Verwaltungsreformen in Bayern 1818 eine selbstständige politische Gemeinde mit den zugehörigen Orten Seeberg, Sollern und Dobl (heute Anwesen Fischdobler in Inkofen). Am 1. Januar 1972 wurde Inkofen in die Gemeinde Haag an der Amper eingegliedert. Seeberg war bis 1. Januar 1976 noch bei der benachbarten Gemeinde Inzkofen und kam dann zur Gemeinde Wang.
Ein wichtiges Bauwerk im Ort ist das Schloss Inkofen der Grafen La Rosée im Kirchdorf. Das Grab des bayerischen Generalfeldmarschall-Leutnants und Hofkriegsratsdirektors Johann Kaspar Basselet von La Rosée befindet sich in der Gruftkapelle der Familie in Inkofen, direkt neben der Kirche St. Michael.
Am 1. Januar 2006 hatte Inkofen 369 Einwohner.

## Verkehr
Die Staatsstraße 2054 führt mit beständig Abstand zum Fluss von Haag im Westen durch Inkofen nach Osten zu deren Dorf Kirchamper und dann der Stadt Moosburg an der Isar. Von der Staatsstraße zweigt fast schon am oberen Ortsrand die Kreisstraße FS 35 in Richtung Bergen nordwärts ab. Auf dieser führt in Gegenrichtung der Abens-Radweg durch Inkofen und auf einer Feldbrücke über den Fluss, um jenseits gleich in den Ammer-Amper-Radweg einzumünden.